# Liga dos Campeões da FIBA de 2021-22
A Temporada 2021-22 da Liga dos Campeões da FIBA (em inglês:  2021-22 Basketball Champions League (BCL)) foi a 6ª edição da competição continental masculina organizada pela FIBA Europa, sucursal da Federação Internacional de Basquetebol. A competição hoje figura como a terceira competição continental mais importante do basquetebol europeu.
A equipe do Hereda San Pablo Burgos defende seu título e busca o tricampeonato.
Para essa temporada ficou programado a decisão da competição através de um Final Four, assim como o é na Euroliga, e foi agendado para a Bilbao Arena na cidade de Bilbau, Espanha. Ao contrário das outras temporadas em que um dos participantes sediava as finais, nesta será a primeira ocasião que terá uma sede sem participante.

## Clubes participantes
| Pınar Karşıyaka (3º)    | Hereda San Pablo Burgos C (6º) | Happy Casa Brindisi (3º)       | EWE Baskets Oldenburg (5º) |
| Beşiktaş Icrypex (4º)   | BAXI Manresa (10º)             | Banco di Sardegna Sassari (5º) | Falco Szombathely (1º)     |
| Tofaş Bursa (5º)        | Lenovo Tenerife (3º)           | Hapoel Jerusalém (6º)          | VEF Riga (1º)              |
| Darüşşafaka Tefken (7º) | Unicaja Malaga (11º)           | Hapoel Holon (3º)              | rytus Vilnius (2º)         |
| Galatasaray (14º)       | Lavrio (2º)                    | Filou Oostende (1º)            | BM Slam Stal (1º)          |
| JDA Dijon (2º)          | AEK Atenas (3º)                | ERA Nymburk (1º)               | Nizhny Novgorod (5º)       |
| SIG Strasbourg (3º)     | P.A.O.K Salônica (5º)          | MHP Riesen Ludwigsburg (3º)    |                            |

| Kapfenberg Bulls (2º)     | Opava (2º)         | Peristeri (6º)         | Sporting (1º)         |
| Belfius Mons-Hainaut (2º) | Bakken Bears (1º)  | Hapoel Eilat (4º)      | U-BT Cluj-Napoca (1º) |
| Tsmoki Minsk (1º)         | Kalev/Cramo (1º)   | De'Longhi Treviso (6º) | Parma (7º)            |
| Levski Lukoil (1º)        | Salon Vilpas (1º)  | Juventus Utena (4º)    | Fribourg Olympic (1º) |
| Split (2º)                | Le Mans (7º)       | Mornar Bar (2º)        | Prometey (1º)         |
| AEK Larnaca (1º)          | Brose Bamberg (8º) | ZZ Leiden (1º)         | London Lions (2º)     |

## Cronograma
A competição seguirá o seguinte cronograma:
| Fase                 | Rodada          | Rodada          | Sorteio            | 1º Jogo                   | 2º Jogo                   | 3º Jogo                   |
| -------------------- | --------------- | --------------- | ------------------ | ------------------------- | ------------------------- | ------------------------- |
| Fase Classificatória | Primeira rodada | Primeira rodada | 7 de Julho de 2021 | 13–14 de Setembro de 2021 | 13–14 de Setembro de 2021 | 13–14 de Setembro de 2021 |
| Fase Classificatória | Segunda rodada  | Segunda rodada  | 7 de Julho de 2021 | 15–16 de Setembro de 2021 | 15–16 de Setembro de 2021 | 15–16 de Setembro de 2021 |
| Fase Classificatória | Terceira rodada | Terceira rodada | 7 de Julho de 2021 | 17 de Setembro de 2021    | 17 de Setembro de 2021    | 17 de Setembro de 2021    |
| Temporada Regular    | 1ª Rodada       | 1ª Rodada       | 7 de Julho de 2021 | 5–6 de Outubro de 2021    | 5–6 de Outubro de 2021    | 5–6 de Outubro de 2021    |
| Temporada Regular    | 2ª Rodada       | Grupos A–D      | 7 de Julho de 2021 | 12–13 de Outubro de 2021  | 12–13 de Outubro de 2021  | 12–13 de Outubro de 2021  |
| Temporada Regular    | 2ª Rodada       | Grupos E–H      | 7 de Julho de 2021 | 19–20 de Outubro de 2021  | 19–20 de Outubro de 2021  | 19–20 de Outubro de 2021  |
| Temporada Regular    | 3ª Rodada       | Grupos A–D      | 7 de Julho de 2021 | 26–27 de Outubro de 2021  | 26–27 de Outubro de 2021  | 26–27 de Outubro de 2021  |
| Temporada Regular    | 3ª Rodada       | Grupos E–H      | 7 de Julho de 2021 | 2–3 de Novembro de 2021   | 2–3 de Novembro de 2021   | 2–3 de Novembro de 2021   |
| Temporada Regular    | 4ª Rodada       | Grupos A–D      | 7 de Julho de 2021 | 9–10 de Novembro de 2021  | 9–10 de Novembro de 2021  | 9–10 de Novembro de 2021  |
| Temporada Regular    | 4ª Rodada       | Grupos E–H      | 7 de Julho de 2021 | 16–17 de Novembro de 2021 | 16–17 de Novembro de 2021 | 16–17 de Novembro de 2021 |
| Temporada Regular    | 5ª Rodada       | Grupos A–D      | 7 de Julho de 2021 | 7–8 de Dezembro de 2021   | 7–8 de Dezembro de 2021   | 7–8 de Dezembro de 2021   |
| Temporada Regular    | 5ª Rodada       | Grupos E–H      | 7 de Julho de 2021 | 14–15 de Dezembro de 2021 | 14–15 de Dezembro de 2021 | 14–15 de Dezembro de 2021 |
| Temporada Regular    | 6ª Rodada       | 6ª Rodada       | 7 de Julho de 2021 | 21–22 de Dezembro de 2021 | 21–22 de Dezembro de 2021 | 21–22 de Dezembro de 2021 |
| Play-ins             | Play-ins        | Play-ins        | 7 de Julho de 2021 | 4–5 de Janeiro de 2022    | 11–12 de Janeiro de 2022  | 18–19 de Janeiro de 2022  |
| Top 16               | 1ª Rodada       | 1ª Rodada       | 7 de Julho de 2021 | 25–26 de Janeiro de 2022  | 25–26 de Janeiro de 2022  | 25–26 de Janeiro de 2022  |
| Top 16               | 2ª Rodada       | 2ª Rodada       | 7 de Julho de 2021 | 1–2 de Fevereiro de 2022  | 1–2 de Fevereiro de 2022  | 1–2 de Fevereiro de 2022  |
| Top 16               | 3ª Rodada       | 3ª Rodada       | 7 de Julho de 2021 | 8–9 de Fevereiro de 2022  | 8–9 de Fevereiro de 2022  | 8–9 de Fevereiro de 2022  |
| Top 16               | 4ª Rodada       | 4ª Rodada       | 7 de Julho de 2021 | 8–9 de Março de 2022      | 8–9 de Março de 2022      | 8–9 de Março de 2022      |
| Top 16               | 5ª Rodada       | 5ª Rodada       | 7 de Julho de 2021 | 15–16 de Março de 2022    | 15–16 de Março de 2022    | 15–16 de Março de 2022    |
| Top 16               | 6ª Rodada       | 6ª Rodada       | 7 de Julho de 2021 | 22–23 de Março de 2022    | 22–23 de Março de 2022    | 22–23 de Março de 2022    |
| Play-offs            | Quarter-finals  | Quarter-finals  | A decidir          | 5–6 de Abril de 2022      | 12–13 de Abril de 2022    | 19–20 de Abril de 2022    |
| Final Four           | Semi-finals     | Semi-finals     | A decidir          | 13 de Maio de 2022        | 13 de Maio de 2022        | 13 de Maio de 2022        |
| Final Four           | Final           | Final           | A decidir          | 15 de Maio de 2022        | 15 de Maio de 2022        | 15 de Maio de 2022        |

## Fase classificatória

### Chave 1
|  | Quartas de finais | Quartas de finais | Quartas de finais |  |  | Semifinais       | Semifinais       | Semifinais       |    |                  | Final            | Final | Final |
|  |                   |                   |                   |  |  |                  |                  |                  |    |                  |                  |       |       |
|  | Salon Vilpas      | Salon Vilpas      | 97                |  |  |                  |                  |                  |    |                  |                  |       |       |
|  | U-BT Cluj-Napoca  | U-BT Cluj-Napoca  | 106               |  |  | U-BT Cluj-Napoca | U-BT Cluj-Napoca | 84               |    |                  |                  |       |       |
|  |                   |                   |                   |  |  | Peristeri        | Peristeri        | 74               |    |                  |                  |       |       |
|  |                   |                   |                   |  |  |                  |                  |                  |    | U-BT Cluj-Napoca | U-BT Cluj-Napoca | 77    |       |
|  | Split             | Split             | 65                |  |  |                  | Fribourg Olympic | Fribourg Olympic | 64 |                  |                  |       |       |
|  | AEK Larnaca       | AEK Larnaca       | 50                |  |  | KK Split         | KK Split         | 67               |    |                  |                  |       |       |
|  |                   |                   |                   |  |  | Fribourg Olympic | Fribourg Olympic | 76               |    |                  |                  |       |       |
|  |                   |                   |                   |  |  |                  |                  |                  |    |                  |                  |       |       |
|  |                   |                   |                   |  |  |                  |                  |                  |    |                  |                  |       |       |
|  |                   |                   |                   |  |  |                  |                  |                  |    |                  |                  |       |       |

### Chave 2
|  | Quartas de finais    | Quartas de finais    | Quartas de finais |  |  | Semifinais   | Semifinais   | Semifinais   |    |         | Final   | Final | Final |
|  |                      |                      |                   |  |  |              |              |              |    |         |         |       |       |
|  | London Lions         | London Lions         | 62                |  |  |              |              |              |    |         |         |       |       |
|  | Treviso              | Treviso              | 89                |  |  | Bakken Bears | Bakken Bears | 90           |    |         |         |       |       |
|  |                      |                      |                   |  |  | Treviso      | Treviso      | 92           |    |         |         |       |       |
|  |                      |                      |                   |  |  |              |              |              |    | Treviso | Treviso | 95    |       |
|  | Belfius Mons-Hainaut | Belfius Mons-Hainaut | 74                |  |  |              | Tsmoki-Minsk | Tsmoki-Minsk | 78 |         |         |       |       |
|  | ZZ Leiden            | ZZ Leiden            | 76                |  |  | Tsmoki-Minsk | Tsmoki-Minsk | 69           |    |         |         |       |       |
|  |                      |                      |                   |  |  | ZZ Leiden    | ZZ Leiden    | 67           |    |         |         |       |       |
|  |                      |                      |                   |  |  |              |              |              |    |         |         |       |       |
|  |                      |                      |                   |  |  |              |              |              |    |         |         |       |       |
|  |                      |                      |                   |  |  |              |              |              |    |         |         |       |       |

### Chave 3
|  | Quartas de finais | Quartas de finais | Quartas de finais |  |  | Semifinais    | Semifinais    | Semifinais  |    |          | Final    | Final | Final |
|  |                   |                   |                   |  |  |               |               |             |    |          |          |       |       |
|  | Kapfenberg Bulls  | Kapfenberg Bulls  | 68                |  |  |               |               |             |    |          |          |       |       |
|  | Juventus          | Juventus          | 90                |  |  | Brose Bamberg | Brose Bamberg | 79          |    |          |          |       |       |
|  |                   |                   |                   |  |  | Juventus      | Juventus      | 83          |    |          |          |       |       |
|  |                   |                   |                   |  |  |               |               |             |    | Juventus | Juventus | 81    |       |
|  | Sporting CP       | Sporting CP       | 69                |  |  |               | Kalev/Cramo   | Kalev/Cramo | 86 |          |          |       |       |
|  | Kalev/Cramo       | Kalev/Cramo       | 86                |  |  | Mornar        | Mornar        | 89          |    |          |          |       |       |
|  |                   |                   |                   |  |  | Kalev/Cramo   | Kalev/Cramo   | 104         |    |          |          |       |       |
|  |                   |                   |                   |  |  |               |               |             |    |          |          |       |       |
|  |                   |                   |                   |  |  |               |               |             |    |          |          |       |       |
|  |                   |                   |                   |  |  |               |               |             |    |          |          |       |       |

### Chave 4
|  | Quartas de finais | Quartas de finais | Quartas de finais |  |  | Semifinais   | Semifinais   | Semifinais |    |              | Final        | Final | Final |
|  |                   |                   |                   |  |  |              |              |            |    |              |              |       |       |
|  | Parma Basket      | Parma Basket      | 79                |  |  |              |              |            |    |              |              |       |       |
|  | Hapoel Eilat      | Hapoel Eilat      | 76                |  |  | Le Mans      | Le Mans      | 69         |    |              |              |       |       |
|  |                   |                   |                   |  |  | Parma Basket | Parma Basket | 82         |    |              |              |       |       |
|  |                   |                   |                   |  |  |              |              |            |    | Parma Basket | Parma Basket | 65    |       |
|  | Levski Sofia      | Levski Sofia      | 56                |  |  |              | Prometey     | Prometey   | 67 |              |              |       |       |
|  | Prometey          | Prometey          | 96                |  |  | Opava        | Opava        | 78         |    |              |              |       |       |
|  |                   |                   |                   |  |  | Prometey     | Prometey     | 100        |    |              |              |       |       |
|  |                   |                   |                   |  |  |              |              |            |    |              |              |       |       |
|  |                   |                   |                   |  |  |              |              |            |    |              |              |       |       |
|  |                   |                   |                   |  |  |              |              |            |    |              |              |       |       |

## Temporada Regular

### Grupo A
| Pos | Clube                  | J | V | D | P+  | P-  | SP  | Pts | Classificação          |     | C/V   | DIN   | LEN   | MHP   | PRO |
| --- | ---------------------- | - | - | - | --- | --- | --- | --- | ---------------------- | --- | ----- | ----- | ----- | ----- | --- |
| 1   | MHP Riesen Ludwigsburg | 6 | 4 | 2 | 494 | 450 | 44  | 10  | Avançam para o Top16   | DIN |       | 63-84 | 82-75 | 79-87 |     |
| 2   | Lenovo Tenerife        | 6 | 4 | 2 | 476 | 450 | 26  | 10  | Avançam para o Play-in | LEN | 87-60 |       | 83-99 | 80-78 |     |
| 3   | Prometey               | 6 | 3 | 3 | 459 | 434 | 25  | 9   | Avançam para o Play-in | MHP | 94-81 | 80-69 |       | 60-71 |     |
| 4   | Dinamo Sassari         | 6 | 1 | 5 | 421 | 516 | -95 | 7   |                        | PRO | 89-56 | 70-73 | 64-86 |       |     |

### Grupo B
| Pos | Clube            | J | V | D | P+  | P-  | SP  | Pts | Classificação          |     | C/V   | BAX   | HPJ   | BMS   | PIN |
| --- | ---------------- | - | - | - | --- | --- | --- | --- | ---------------------- | --- | ----- | ----- | ----- | ----- | --- |
| 1   | BAXI Manresa     | 6 | 5 | 1 | 487 | 445 | 42  | 11  | Avançam para o Top16   | BAX |       | 85-90 | 81-76 | 88-69 |     |
| 2   | Hapoel Jerusalém | 6 | 3 | 3 | 475 | 461 | 14  | 9   | Avançam para o Play-in | HPJ | 68-73 |       | 83-76 | 84-86 |     |
| 3   | Pınar Karşıyaka  | 6 | 3 | 3 | 453 | 475 | -22 | 9   | Avançam para o Play-in | BMS | 75-88 | 76-65 |       | 69-86 |     |
| 4   | BM Slam Stal     | 6 | 1 | 5 | 449 | 483 | -34 | 7   |                        | PIN | 67-72 | 65-85 | 80-77 |       |     |

### Grupo C
| Pos | Clube           | J | V | D | P+  | P-  | SP  | Pts | Classificação          |     | C/V   | DIJ   | LAV   | NIZ   | UNI |
| --- | --------------- | - | - | - | --- | --- | --- | --- | ---------------------- | --- | ----- | ----- | ----- | ----- | --- |
| 1   | Unicaja Malaga  | 6 | 4 | 2 | 467 | 403 | 64  | 10  | Avançam para o Top16   | DIJ |       | 73-49 | 89-75 | 78-68 |     |
| 2   | Dijon           | 6 | 3 | 3 | 442 | 433 | 9   | 9   | Avançam para o Play-in | LAV | 65-63 |       | 95-86 | 70-58 |     |
| 3   | Lavrio          | 6 | 3 | 3 | 411 | 440 | -29 | 9   | Avançam para o Play-in | NIZ | 93-85 | 74-62 |       | 62-79 |     |
| 4   | Nizhny Novgorod | 6 | 2 | 4 | 459 | 503 | -44 | 8   |                        | UNI | 83-54 | 86-70 | 93-69 |       |     |

### Grupo D
| Pos | Clube                      | J | V | D | P+  | P-  | SP  | Pts | Classificação          |     | C/V   | AEK   | FAL   | VEF   | TRE |
| --- | -------------------------- | - | - | - | --- | --- | --- | --- | ---------------------- | --- | ----- | ----- | ----- | ----- | --- |
| 1   | Falco Szombathely          | 6 | 5 | 1 | 461 | 442 | 19  | 11  | Avançam para o Top16   | AEK |       | 83-89 | 88-79 | 77-92 |     |
| 2   | NutriBullet Treviso Basket | 6 | 4 | 2 | 483 | 446 | 37  | 10  | Avançam para o Play-in | FAL | 83-78 |       | 68-59 | 81-80 |     |
| 3   | VEF Riga                   | 6 | 2 | 4 | 463 | 474 | -11 | 8   | Avançam para o Play-in | VEF | 92-76 | 74-80 |       | 74-71 |     |
| 4   | AEK Atenas                 | 6 | 1 | 5 | 471 | 516 | -45 | 7   |                        | TRE | 81-69 | 68-60 | 91-85 |       |     |

### Grupo E
| Pos | Clube           | J | V | D | P+  | P-  | SP  | Pts | Classificação          |     | C/V    | ERA   | GAL   | IGO   | PAO |
| --- | --------------- | - | - | - | --- | --- | --- | --- | ---------------------- | --- | ------ | ----- | ----- | ----- | --- |
| 1   | Galatasaray Nef | 6 | 5 | 1 | 525 | 486 | 39  | 11  | Avançam para o Top16   | ERA |        | 86-92 | 86-82 | 71-75 |     |
| 2   | Igokea m:tel    | 6 | 3 | 3 | 460 | 454 | 6   | 9   | Avançam para o Play-in | GAL | 101-85 |       | 82-74 | 87-75 |     |
| 3   | PAOK mateco     | 6 | 2 | 4 | 442 | 459 | -17 | 8   | Avançam para o Play-in | IGO | 76-69  | 85-89 |       | 68-64 |     |
| 4   | Era Nymburk     | 6 | 2 | 4 | 481 | 509 | -28 | 8   |                        | PAO | 83-84  | 81-74 | 64-75 |       |     |

### Grupo F
| Pos | Clube          | J | V | D | P+  | P-  | SP  | Pts | Classificação          |     | C/V   | FIL   | STR   | TOF   | KAL |
| --- | -------------- | - | - | - | --- | --- | --- | --- | ---------------------- | --- | ----- | ----- | ----- | ----- | --- |
| 1   | Tofaş          | 6 | 4 | 2 | 483 | 463 | 20  | 10  | Avançam para o Top16   | FIL |       | 77-83 | 78-83 | 99-66 |     |
| 2   | Strasbourg     | 6 | 3 | 3 | 491 | 489 | 2   | 9   | Avançam para o Play-in | STR | 91-92 |       | 74-76 | 75-73 |     |
| 3   | Filou Oostende | 6 | 3 | 3 | 516 | 500 | 16  | 9   | Avançam para o Play-in | TOF | 92-83 | 85-75 |       | 77-81 |     |
| 4   | Kalev/Cramo    | 6 | 2 | 4 | 463 | 501 | -38 | 8   |                        | KAL | 85-87 | 86-93 | 72-70 |       |     |

### Grupo G
| Pos | Clube               | J | V | D | P+  | P-  | SP  | Pts | Classificação          |     | C/V   | DAR    | HAP     | HOL     | CLU |
| --- | ------------------- | - | - | - | --- | --- | --- | --- | ---------------------- | --- | ----- | ------ | ------- | ------- | --- |
| 1   | U-BT Cluj-Napoca    | 6 | 5 | 1 | 523 | 505 | 18  | 11  | Avançam para o Top16   | DAR |       | 86-79  | 86-79   | 101-103 |     |
| 2   | Hapoel Holon        | 6 | 4 | 2 | 494 | 458 | 36  | 10  | Avançam para o Play-in | HAP | 82-73 |        | 61-88   | 71-76   |     |
| 3   | Darüşşafaka Tefken  | 6 | 2 | 4 | 459 | 470 | -11 | 8   | Avançam para o Play-in | HOL | 64-57 | 84-80  |         | 78-68   |     |
| 4   | Happy Casa Brindisi | 6 | 1 | 5 | 464 | 507 | -43 | 7   |                        | CLU | 66-60 | 104-94 | 106-101 |         |     |

### Chave H
| Pos | Clube            | J | V | D | P+  | P-  | SP  | Pts | Classificação          |     | C/V   | BES   | EWE   | HER   | RYT |
| --- | ---------------- | - | - | - | --- | --- | --- | --- | ---------------------- | --- | ----- | ----- | ----- | ----- | --- |
| 1   | Rytas            | 6 | 4 | 2 | 475 | 442 | 33  | 10  | Avançam para o Top16   | BES |       | 88-72 | 75-82 | 82-79 |     |
| 2   | Hereda San Pablo | 6 | 4 | 2 | 487 | 472 | 15  | 10  | Avançam para o Play-in | EWE | 81-83 |       | 72-85 | 76-72 |     |
| 3   | Beşiktaş Icrypex | 6 | 3 | 3 | 471 | 478 | -7  | 9   | Avançam para o Play-in | HER | 82-74 | 92-80 |       | 77-84 |     |
| 4   | EWE Baskets      | 6 | 1 | 5 | 450 | 491 | -41 | 7   |                        | RYT | 82-69 | 71-69 | 87-69 |       |     |

## Segunda Fase

### Play-in
| Time 1                     | Série | Time 2             | 1º Jogo  | 2º Jogo | 3º Jogo |
| -------------------------- | ----- | ------------------ | -------- | ------- | ------- |
| Lenovo Tenerife            | 2 - 1 | Pınar Karşıyaka    | 76 - 69  | 80 - 88 | 74 - 71 |
| Hapoel Jerusalém           | 1 - 2 | BC Prometey        | 95 - 70  | 79 - 82 | 75 - 85 |
| JDA Dijon                  | 2 - 0 | VEF Riga           | 84 - 77  | 83 - 79 |         |
| NutriBullet Treviso Basket | 2 - 0 | Lavrio Megabolt    | 87 - 72  | 90 - 78 |         |
| Igokea                     | 1 - 2 | Filou Oostende     | 87 - 72  | 64 - 85 | 77 - 83 |
| Strasbourg                 | 2 - 0 | PAOK mateco        | 105 - 78 | 80 - 79 |         |
| Hapoel Holon               | 2 - 1 | Beşiktaş Icrypex   | 72 - 73  | 72 - 70 | 74 - 68 |
| Hereda San Pablo Burgos    | 1 - 2 | Darüşşafaka Tekfen | 83 - 78  | 66 - 85 | 68 - 80 |

### Grupo I
| Pos | Clube                  | J | V | D | P+  | P-  | SP  | Pts | Classificação            |     | C/V   | DIJ   | GAL   | HAP   | LUD |
| --- | ---------------------- | - | - | - | --- | --- | --- | --- | ------------------------ | --- | ----- | ----- | ----- | ----- | --- |
| 1   | Hapoel Holon           | 6 | 4 | 2 | 465 | 443 | 22  | 10  | Avança quartas de finais | DIJ |       | 80-69 | 78-66 | 72-84 |     |
| 2   | MHP Riesen Ludwigsburg | 6 | 4 | 2 | 438 | 414 | 24  | 10  | Avança quartas de finais | GAL | 72-75 |       | 74-71 | 58-64 |     |
| 3   | Dijon                  | 6 | 3 | 3 | 461 | 476 | -15 | 9   |                          | HAP | 90-83 | 98-89 |       | 69-51 |     |
| 4   | Galatasaray Nef        | 6 | 1 | 5 | 433 | 464 | -31 | 7   |                          | LUD | 95-73 | 76-71 | 68-71 |       |     |

### Grupo J
| Pos | Clube                      | J | V | D | P+  | P-  | SP  | Pts | Classificação        |     | C/V   | DAR    | MAN   | TOF    | TRE |
| --- | -------------------------- | - | - | - | --- | --- | --- | --- | -------------------- | --- | ----- | ------ | ----- | ------ | --- |
| 1   | BAXI Manresa               | 6 | 4 | 2 | 537 | 483 | 54  | 10  | Avançam para o Top16 | DAR |       | 89-84  | 75-74 | 88-76  |     |
| 2   | Tofaş                      | 6 | 4 | 2 | 483 | 440 | 43  | 10  | Avançam para o Top16 | MAN | 89-74 |        | 85-70 | 108-88 |     |
| 3   | Darüşşafaka Tefken         | 6 | 4 | 2 | 492 | 495 | -3  | 10  |                      | TOF | 91-81 | 74-68  |       | 82-80  |     |
| 4   | NutriBullet Treviso Basket | 6 | 0 | 6 | 464 | 558 | -94 | 6   |                      | TRE | 81-85 | 88-103 | 51-92 |        |     |

### Grupo K
| Pos | Clube            | J          | V          | D          | P+         | P-         | SP         | Pts        | Classificação        |     | C/V   | CLU   | MAL   | OOS | PRO |
| --- | ---------------- | ---------- | ---------- | ---------- | ---------- | ---------- | ---------- | ---------- | -------------------- | --- | ----- | ----- | ----- | --- | --- |
| 1   | U-BT Cluj-Napoca | 4          | 3          | 1          | 320        | 308        | 12         | 7          | Avançam para o Top16 | CLU |       | 70-86 | 86-75 |     |     |
| 2   | Unicaja Malaga   | 4          | 2          | 2          | 302        | 294        | 8          | 6          | Avançam para o Top16 | MAL | 73-79 |       | 75-59 |     |     |
| 3   | Filou Oostende   | 4          | 1          | 3          | 294        | 314        | -20        | 5          |                      | OOS | 74-85 | 86-68 |       |     |     |
| 4   | Prometey         | Desistente | Desistente | Desistente | Desistente | Desistente | Desistente | Desistente |                      | PRO |       |       |       |     |     |

### Grupo L
| Pos | Clube             | J | V | D | P+  | P-  | SP  | Pts | Classificação        |     | C/V   | FAL   | RYT   | STR   | TEN |
| --- | ----------------- | - | - | - | --- | --- | --- | --- | -------------------- | --- | ----- | ----- | ----- | ----- | --- |
| 1   | Lenovo Tenerife   | 6 | 6 | 0 | 494 | 407 | 87  | 12  | Avançam para o Top16 | FAL |       | 86-81 | 63-85 | 73-79 |     |
| 2   | Strasbourg        | 6 | 3 | 3 | 463 | 449 | 14  | 9   | Avançam para o Top16 | RYT | 91-88 |       | 71-76 | 64-83 |     |
| 3   | Rytas Vilnius     | 6 | 2 | 4 | 455 | 493 | -38 | 8   |                      | STR | 98-86 | 71-73 |       | 67-85 |     |
| 4   | Falco Szombathely | 6 | 1 | 5 | 458 | 521 | -63 | 7   |                      | TEN | 87-62 | 89-75 | 71-66 |       |     |

## Playoffs
|  | Quartas de final | Quartas de final | Quartas de final |              |                 | Semifinais      | Semifinais | Semifinais |  |  | Final   | Final           | Final |
|  |                  |                  |                  |              |                 |                 |            |            |  |  |         |                 |       |
|  |                  |                  |                  |              |                 |                 |            |            |  |  |         |                 |       |
|  | Israel           | Hapoel Holon     | 2                |              |                 |                 |            |            |  |  |         |                 |       |
|  | França           | Strasbourg IG    | 0                |              |                 |                 |            |            |  |  |         |                 |       |
|  | França           | Strasbourg IG    | 0                |              | Israel          | Hapoel Holon    | 71         |            |  |  |         |                 |       |
|  |                  |                  |                  |              | Israel          | Hapoel Holon    | 71         |            |  |  |         |                 |       |
|  |                  | Espanha          | Lenovo Tenerife  | 78           |                 |                 |            |            |  |  |         |                 |       |
|  | Espanha          | Espanha          | Lenovo Tenerife  | 78           | Lenovo Tenerife | 2               |            |            |  |  |         |                 |       |
|  | Espanha          |                  |                  |              | Lenovo Tenerife | 2               |            |            |  |  |         |                 |       |
|  | Turquia          | Tofaş            | 0                |              |                 |                 |            |            |  |  |         |                 |       |
|  |                  |                  |                  |              |                 |                 |            |            |  |  | Espanha | Lenovo Tenerife | 98    |
|  |                  |                  | Espanha          | BAXI Manresa | 87              |                 |            |            |  |  |         |                 |       |
|  | Romênia          | Cluj-Napoca      | 1                |              |                 |                 |            |            |  |  |         |                 |       |
|  | Alemanha         | MHP Ludwigsburg  | 2                |              |                 |                 |            |            |  |  |         |                 |       |
|  | Alemanha         | MHP Ludwigsburg  | 2                |              | Alemanha        | MHP Ludwigsburg | 55         |            |  |  |         |                 |       |
|  |                  |                  |                  |              | Alemanha        | MHP Ludwigsburg | 55         |            |  |  |         |                 |       |
|  |                  | Espanha          | BAXI Manresa     | 63           |                 |                 |            |            |  |  |         |                 |       |
|  | Espanha          | Espanha          | BAXI Manresa     | 63           | BAXI Manresa    | 2               |            |            |  |  |         |                 |       |
|  | Espanha          |                  |                  |              | BAXI Manresa    | 2               |            |            |  |  |         |                 |       |
|  | Espanha          | Unicaja Malaga   | 0                |              |                 |                 |            |            |  |  |         |                 |       |

### Confrontos
| Time 1          | Série | Time 2          | 1º Jogo | 2º Jogo | 3º Jogo |
| --------------- | ----- | --------------- | ------- | ------- | ------- |
| Hapoel Holon    | 2 - 0 | Strasbourg IG   | 93 - 75 | 81 - 80 | -       |
| Lenovo Tenerife | 2 - 0 | Tofas           | 78 - 77 | 74 - 73 | -       |
| Cluj-Napoca     | 1 - 2 | MHP Ludwigsburg | 76 - 73 | 75 - 92 | 73 - 79 |
| BAXI Manresa    | 2 - 0 | Unicaja Malaga  | 86 - 63 | 91 - 89 |         |

## Final Four - Bilbau 2022

### Semifinais
Bilbau, Bilbao Arena, 6 de maio
| Time 1          | Placar  | Time 2          |
| --------------- | ------- | --------------- |
| Hapoel Holon    | 71 - 78 | Lenovo Tenerife |
| MHP Ludwigsburg | 55 - 65 | BAXI Manresa    |

### Decisão de terceiro colocado
Bilbau, Bilbao Arena, 8 de maio
| Time 1       | Placar  | Time 2          |
| ------------ | ------- | --------------- |
| Hapoel Holon | 68 - 88 | MHP Ludwigsburg |

### Grande Final
| Time 1          | Placar  | Time 2       |
| --------------- | ------- | ------------ |
| Lenovo Tenerife | 98 - 87 | BAXI Manresa |

## Premiação
| BCL 2021-22 Campeões        |
| Espanha                     |
| --------------------------- |
| Lenovo Tenerife (2° título) |

### MVP das finais
- Marcelo Huertas [6]